# Dicranum hokinense
Dicranum hokinense là một loài Rêu trong họ Dicranaceae. Loài này được (Besch.) C. Gao & T. Cao mô tả khoa học đầu tiên năm 1992.